# 인텔 리얼센스

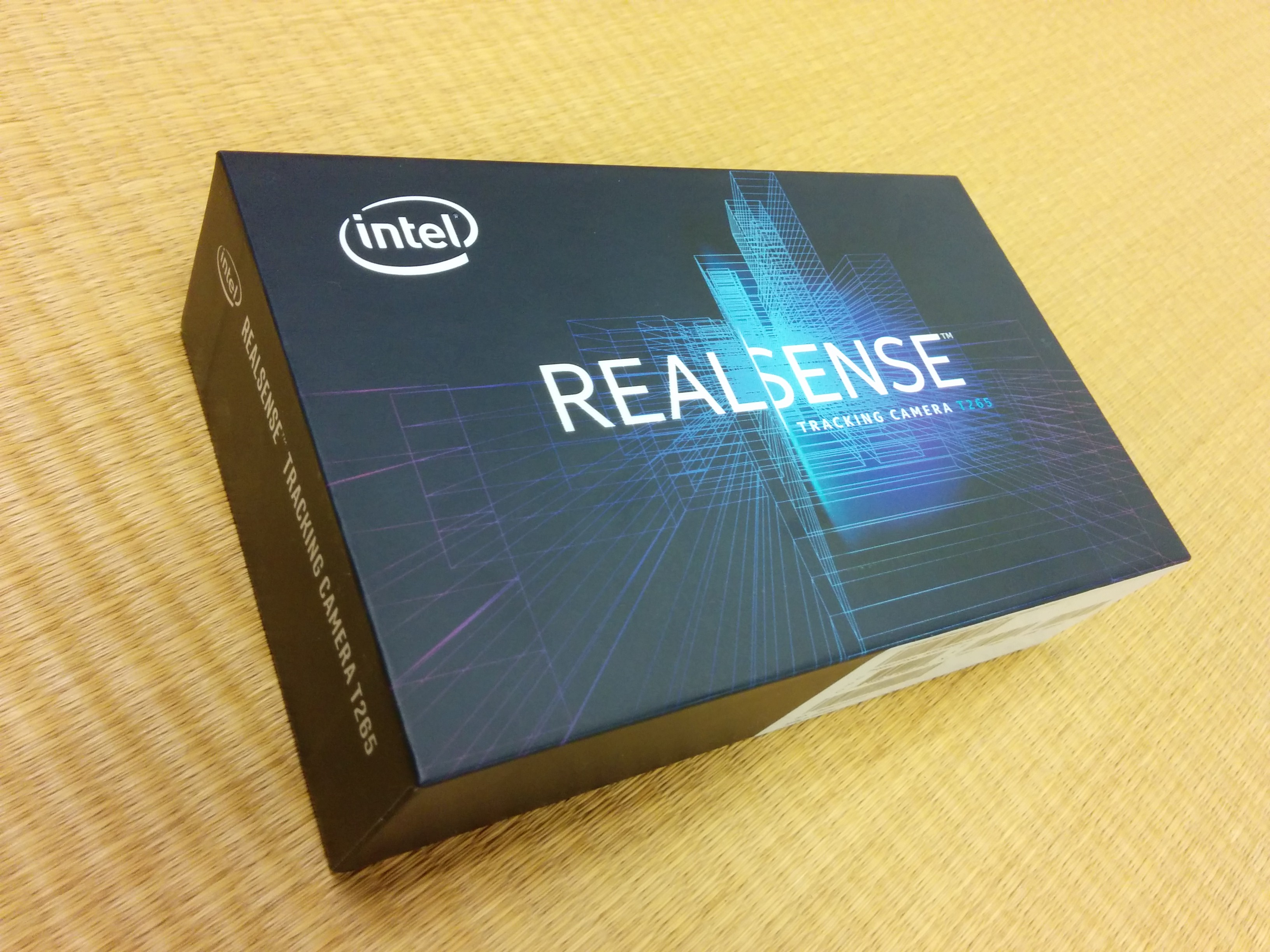
인텔 리얼센스

인텔 리얼센스(Intel RealSense, 구 명칭: 인텔 퍼셉추얼 컴퓨팅, Intel Perceptual Computing) 기술은 기계 및 장치에 깊이 인식 기능을 제공하도록 설계된 깊이 및 추적 기술 제품군이다. 인텔이 소유한 기술은 자율 드론, 로봇, AR/VR, 스마트 홈 장치 등 광범위한 시장 제품에 사용된다.
리얼센스 제품은 타사 소프트웨어 개발자, 시스템 통합업체, ODM 및 OEM을 위한 지원 카메라를 단순화하기 위한 시도로 오픈 소스, 크로스 플랫폼 SDK에서 지원되는 비전 프로세서, 깊이 및 추적 모듈, 깊이 카메라로 구성된다.

## 역사
인텔은 2013년 '퍼셉추얼 컴퓨팅'(Perceptual Computing)이라는 브랜드로 깊이 추적, 제스처, 얼굴 인식, 시선 추적 및 기타 기술을 활용하는 하드웨어 및 소프트웨어를 생산하기 시작했다. 인텔에 따르면 기술에 대한 연구의 대부분은 더 인간과 비슷하다. 처음에는 2014년 말까지 기존의 2D 카메라가 아닌 지각 컴퓨팅을 지원할 수 있는 3D 카메라를 포함하기를 희망했다.
2013년에 인텔은 "Intel Ultimate Coder Challenge: Going Perceptual"이라는 이름으로 퍼셉추얼 컴퓨팅 기술의 기능을 강조하는 소프트웨어를 만들기 위해 7개 팀이 참여하는 대회를 진행했다.
2014년에 인텔은 퍼셉추얼 컴퓨팅 기술 라인의 브랜드를 인텔 리얼센스로 변경했다.
인텔 리얼센스 그룹은 코딩된 조명 깊이, 스테레오 깊이 및 위치 추적을 포함한 다양한 깊이 및 추적 기술을 지원한다.
리얼센스 플랫폼을 기반으로 구축된 애플리케이션의 부족 문제를 해결하고 소프트웨어 개발자들 사이에서 플랫폼을 홍보하기 위해 인텔은 2014년에 "인텔 리얼센스 앱 챌린지"(Intel RealSense App Challenge)를 조직했다. 우승자에게는 거액의 상금이 수여됐다.

## 반응
2015년 초기 프리뷰 기사에서 PC 월드의 마크 해치먼(Mark Hachman)은 리얼센스가 그 기능을 활용하는 소프트웨어에 의해 크게 정의될 구현 기술이라고 결론지었다. 그는 기사가 작성된 당시 기술은 새로운 것이며 그러한 소프트웨어는 없었다고 언급했다.

## 같이 보기
- 크리에이티브 테크놀로지
- 키넥트
- OpenCV
- 탱고 (플랫폼)